# Università nazionale Jurіj Fed'kovič di Černivci
L'Università nazionale Jurіj Fed'kovič di Černivci (in ucraino Чернівецький національний університет імені Юрія Федьковича?, Černіvec'kyj nacіonal'nyj unіversytet іmenі Jurіja Fed'kovyča) è un'università pubblica della città di Černivci, nell'Ucraina occidentale.
Una delle principali istituzioni ucraine per l'istruzione superiore, fu fondata nel 1875 come "Franz-Josephs-Universität Czernowitz", quando Černivci (in tedesco Czernowitz) era la capitale del Ducato di Bucovina, territorio cisleitano dell'Austria-Ungheria. Oggi l'università ha sede presso il complesso edilizio della residenza dei metropoliti bucovini e dalmati, patrimonio mondiale dell'UNESCO dal 2011.

## Storia
Nel 1775 la monarchia asburgica austriaca aveva ottenuto il territorio della Bucovina, che dal 1786 venne amministrato all'interno del distretto di Černivci della Galizia. Sotto il governo dell'imperatore Giuseppe II, questo territorio scarsamente abitato fu popolato da coloni tedeschi, principalmente originari della Svevia. Insieme ai funzionari amministrativi austriaci costituivano un gruppo di popolazione separato ed alla fine del XIX secolo sorsero diversi istituti di istruzione superiore con lingua di insegnamento tedesca, tra cui scuole secondarie a Černivci e Suceava. Dato che i diplomati dovevano comunque lasciare la Bucovina per studiare nelle parti occidentali della monarchia austro-ungarica, l'amministrazione locale sviluppò piani per fondare una università nell'area.

### Franz-Josephs-Universität

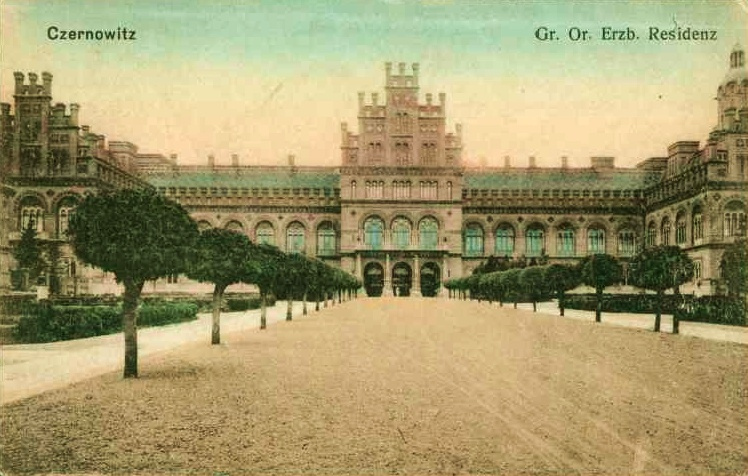
Residenza arcivescovile, cartolina, 1900 ca.

Nel 1866 la sconfitta dell'Impero austriaco nella guerra contro la Prussia pose fine alla Confederazione germanica, cui seguì la fondazione dell'Impero tedesco nel 1871. A sua volta, anche l'imperatore asburgico Francesco Giuseppe si concentrò sulle dimostrazioni di forza e di potere nelle terre orientali su cui regnava. I piani per un'università germanofona furono modellati sull'istituzione della Kaiser-Wilhelms-Universität – dal nome dell'imperatore tedesco Guglielmo I – avvenuta nel 1872 a Strasburgo, nella recentemente annessa Alsazia-Lorena.
Dopo che l'Università di Leopoli aveva adottato nel 1871 la lingua polacca per l'insegnamento, un comitato della Bucovina guidato dal giurista e politico liberale Constantin Tomashchuk (1840–1889) – membro del Consiglio Imperiale – chiese la fondazione di un'università di lingua tedesca nella multicultarle Czernowitz sita a 740 km da Vienna . Nel 1874 il comitato inviò una petizione al ministro dell'istruzione austriaco Karl von Stremayr, accolta dall'imperatore Francesco Giuseppe e cui seguì la decisione di istituire l'università, adottata dalle due camere del Consiglio imperiale il 13 e 20 marzo 1875. Anche altre città richiesero la creazione di un'università, quali Brno, Lubiana, Olomouc, Salisburgo e Trieste, ma non ebbero questa possibilità.
A cento anni dall'affiliazione della Bucovina alla monarchia austriaca, il 4 ottobre 1875 (giorno dell'onomastico dell'imperatore) fu inaugurata la "Franz-Josephs-Universität" – costituita dalla Scuola Teologica Superiore di Czernowitz – e Constantin Tomashchuk ne fu nominato il primo rettore. L'insieme architettonico della residenza arcivescovile scelta per ospitarla combina elementi dell'architettura austriaca, bizantina, gotica e barocca, costituendo un eccezionale esempio di architettura storicista, design e pianificazione del XIX secolo, che esprime l'identità culturale della Chiesa ortodossa all'interno dell'impero austro-ungarico.

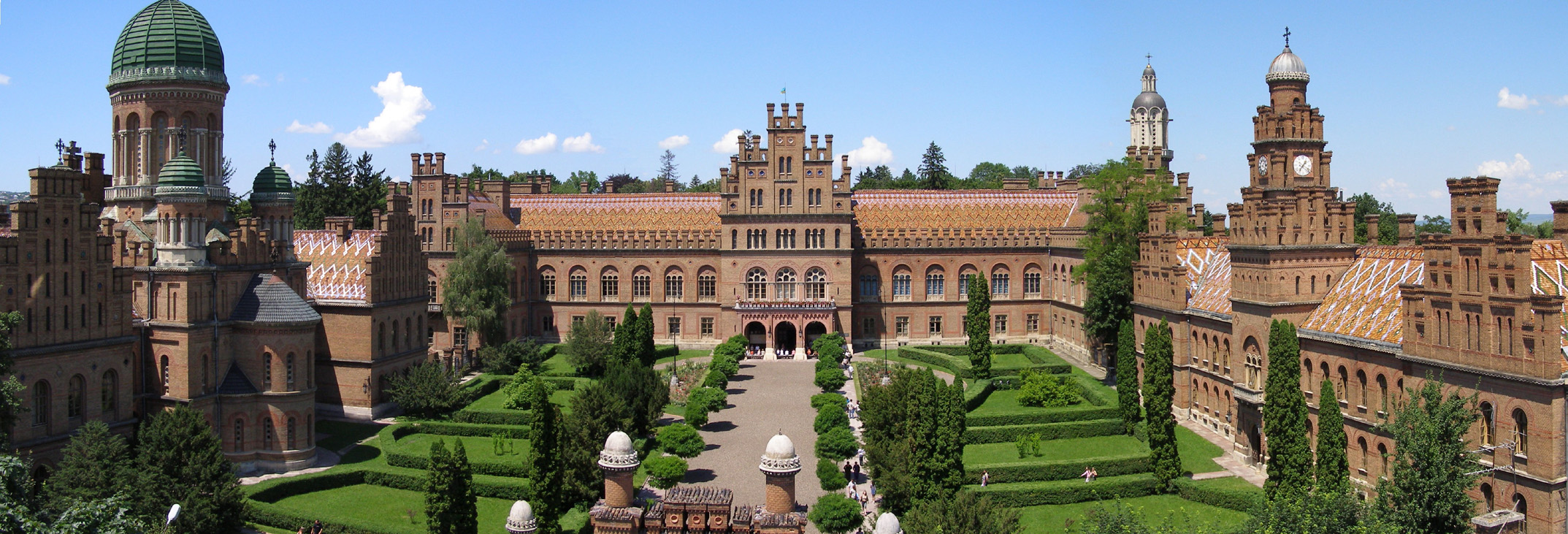
Visione d'insieme dell'ateneo.

In origine la lingua di insegnamento principale era il tedesco, con singoli dipartimenti dedicati alle lingue ucraina e romena, oltre che alla letteratura. Questo nonostante il fatto che nella regione della Bucovina non si parlasse il tedesco e le altre università austro-ungariche al di fuori delle aree di lingua tedesca si stessero allontanando dal tedesco quale mezzo per l'insegnamento. Durante il periodo austro-ungarico nell'università erano attive tre facoltà: teologia greco-ortodossa (l'unica nell'Europa centrale), giurisprudenza e filosofia. Per completare gli studi di medicina, i diplomati in Bucovina dovevano invece andare a Leopoli o all'Università Jagellonica di Cracovia.
Sebbene la lingua di insegnamento principale fosse il tedesco, furono istituite anche cattedre di lingua romena e rutena. Durante il periodo austro-ungarico la maggior parte degli studenti di Czernowitz erano ebrei e austriaci tedeschi, mentre ucraini e romeni costituivano tra il 20% e il 25% del corpo studentesco. In alcuni periodi furono attive più di 40 fraternità tedesche, ucraine, romene, polacche, ebraiche e cattoliche (Studentenverbindung) nella città, a testimonianza della sua ricchezza linguistica e religiosa.
Durante la prima guerra mondiale Czernowitz si trovò sul fronte orientale e fu teatro degli scontri tra le forze austro-ungariche e quelle della Russia imperiale, che coinvolsero anche l'università. Tuttavia, i piani per un trasferimento più ad ovest a Salisburgo incontrarono le proteste di accademici come Eugen Ehrlich e Joseph Schumpeter. Nel giugno 1918 le attività didattiche ripresero in seguito al Trattato di Brest-Litovsk con la Russia sovietica.

### Universitatea Regele Carol I din Cernăuţi
In seguito allo scioglimento dell'Austria-Ungheria nel 1918, la Bucovina divenne parte del Regno di Romania e l'università fu ribattezzata "Universitatea Regele Carol I din Cernăuţi", in onore di Carlo I di Romania. Dal 1919 al 1940 l'università fu in gran parte romenizzata: il dipartimento di lingua ucraina venne abolito, i professori ucraini licenziati e la lingua romena divenne l'unica utilizzata per gli insegnamenti. Nel 1933, su 3 247 studenti, c'erano 2 117 rumeni, 679 ebrei, 199 tedeschi, 155 ucraini (in diminuzione da 239 su 1 671 studenti nel 1920), 57 polacchi, 26 russi e 4 di altre nazionalità. Ion Nistor, un importante storico romeno e uno dei più accesi sostenitori della teoria nazionalista della Grande Romania, fu per molti anni il rettore dell'università.

### Černovickij gosudarstvennyj universitet
Dopo l'occupazione sovietica della Bucovina settentrionale del 1940, l'area fu annessa alla Repubblica Socialista Sovietica Ucraina e la lingua principale dell'università divenne l'ucraino. A quel tempo il soffitto ligneo sagomato originale dell'aula sinodale andò perduto per un incendio, venendo sostituito negli anni 1950. Il tetto fu gradualmente restaurato con tegole smaltate fabbricate secondo il modello originale e importate dall'Austria. Il cambio di destinazione del complesso, passato da residenza dei metropoliti ad università, non comportò mutamenti architettonici.
L'università, ribattezzata "Черновицкий государственный университет" (russo, traslitterato Černovickij gosudarstvennyj universitet), fu notevolmente ampliata e riorganizzata. Nell'anno accademico 1976-1977 l'università contava 10 000 studenti e circa 500 insegnanti, 26 specialisti e dottori di ricerca in materie scientifiche, circa 290 professori tra associati e candidati scientifici. Gli insegnamenti scientifici vennero allargati, mentre il dipartimento di teologia fu sciolto per poi essere riaperto nel 1996. Nel 1989 l'università venne intitolata a Jurіj Fed'kovič, importante scrittore ucraino originario della Bucovina. Nel periodo sovietico, il numero di studenti romeni iscritti all'università diminuì drasticamente: nell'anno accademico 1991-1992 – l'ultimo sotto l'Unione Sovietica – erano solo il 4,44% (434 su 9 769). La ripartizione delle principali nazionalità tra il corpo docente era invece la seguente: insegnanti ucraini 465 (77,1%), russi 102 (16,9%), moldavi 9 (1,4%), rumeni 7 (1,1%), bielorussi 6 (0,9%).

### Černіvec'kij nacіonal'nij unіversitet іmenі Jurіja Fed'koviča
Dal 2000, quando ottenne lo status nazionale, l'università adottò l'attuale nome "Černіvec'kij nacіonal'nij unіversitet іmenі Jurіja Fed'koviča".
Su decisione della sessione del consiglio dell'Associazione delle università europee tenutasi a Bruxelles il 15 gennaio 2009, l'ateneo ottenne l'adesione individuale a pieno titolo alla stessa. Il 29 giugno 2011 la 35ª sessione del Comitato del patrimonio mondiale dell'UNESCO decise di includere l'edificio centrale dell'Università, l'ex residenza dei metropoliti bucovini e dalmati, nella lista dei patrimoni dell'umanità.
Nel 2016, in seguito ad una risoluzione del Gabinetto dei ministri dell'Ucraina, le venne affiliata l'Università statale finanziaria ed economica della Bucovina.
Ad aprile 2019 il rettore era il professor Roman Іvanovič Petrišin, dottore di ricerca in scienze fisiche e matematiche.

## Campus ed edifici

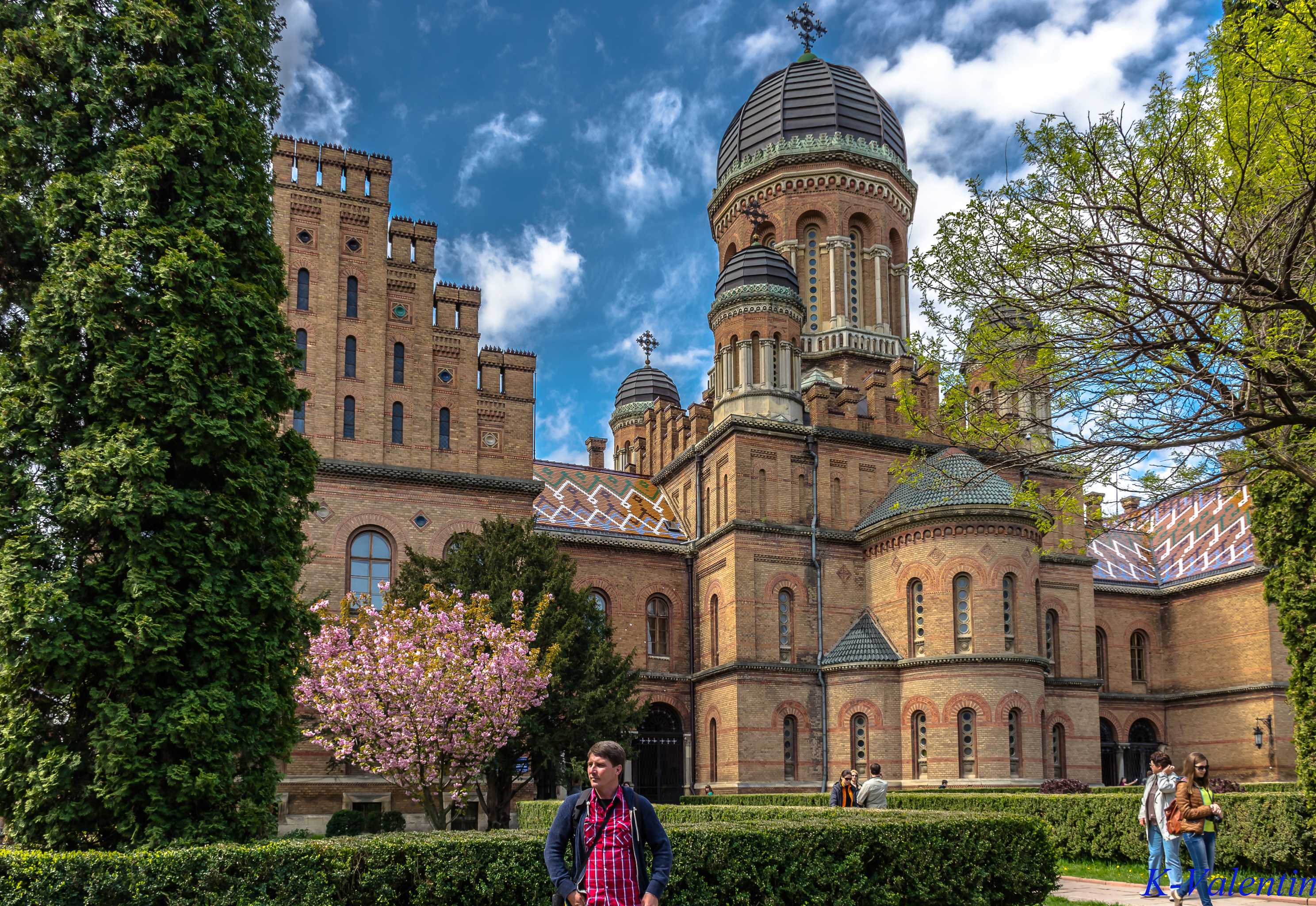
La chiesa dei Tre Santi Gerarchi, uno degli edifici del complesso.

L'università è composta da 17 edifici ed un totale di 105 locali; la superficie complessiva è di 110800 m².
Il complesso architettonico del campus principale dell'università, la residenza dei metropoliti bucovini e dalmati, è incluso nell'elenco dei patrimoni dell'umanità dell'Ucraina.

## Istituti e Facoltà
- Facoltà di Architettura, Edilizia, Arti e Mestieri
- Facoltà di Economia
- Facoltà di Filologia
- Facoltà di Filosofia e Teologia
- Facoltà di Formazione Fisica e Salute
- Facoltà di Geografia
- Facoltà di Legge
- Facoltà di Lingue dell'Europa Moderna
- Facoltà di Matematica e Informatica
- Facoltà di Pedagogia, Psicologia e Attività Sociali
- Facoltà di Storia, Scienze Politiche e Relazioni Internazionali
- Istituto di Biologia, Chimica e Biorisorse
- Istituto di Fisica, Ingegneria e Informatica[10]

## Biblioteche
La biblioteca universitaria – fondata nel 1852 come Biblioteca Krayova – fu la prima biblioteca pubblica in Bucovina. Nel 2004 il totale dei libri qui custoditi comprendeva 2 554 000 volumi, tra questi 1 215 000 di letteratura scientifica, 648 000 di narrativa e 171 000 tra libri di testo e manuali. La collezione di libri stranieri conteneva 376 000 opere in tedesco, romeno, inglese, latino, polacco, greco antico, francese, ebraico, yiddish e altre lingue.
La biblioteca scientifica comprende 11 dipartimenti: collezione, elaborazione scientifica, conservazione del fondo nativo, conservazione del fondo estero, libri rari e di pregio, prestito libri, sale di lettura, filiale, lavoro culturale, tecnologie dell'informazione ed informazione bibliografica.

## Relazioni internazionali
L'Università ha collaborazioni attive con atenei in Austria, Bielorussia, Bosnia ed Erzegovina, Bulgaria, Cina, Corea del Sud, Croazia, Estonia, Finlandia, Francia, Germania, Israele, Lettonia, Moldavia, Norvegia, Polonia, Regno Unito, Repubblica Ceca, Romania, Serbia, Slovacchia, Slovenia, Spagna, Stati Uniti d'America e Turchia. Partecipa inoltre a progetti nell'ambito di programmi di cooperazione transfrontaliera quali TEMPUS, EMERGE ("Erasmus Mundus European mobility with neighboring ReGion in the East"), Programma Jean Monnet e Progetto Erasmus. È anche partner della Rete EUROSCI.

## Reputazione e classifiche
Ad aprile 2019 l'università era al quarto posto nella classifica degli istituti di istruzione superiore ucraini stilata dal database "Scopus", basata sul numero di pubblicazioni e relative citazioni.

## Professori, alumni e rettori
- Sydir Vorobkevych (1836-1903), compositore e scrittore ucraino.
- Alois Handl (1837-1915), fisico austriaco.
- Anton Wassmuth (1844-1927), fisico austriaco, membro dell'Accademia Cesarea Leopoldina.
- Anton Marty (1847-1914), filosofo svizzero.
- Alexander Georg Supan (1847-1920), geografo austriaco.
- Leopold Gegenbauer (1849-1903), matematico austriaco.
- Georg Elias Müller (1850-1934), psicologo sperimentale tedesco.
- Friedrich Johann Karl Becke (1855-1931), mineralogista e petrografo austriaco.
- Ivan Franko (1856-1916), poeta, scrittore, critico sociale e letterario, giornalista, interprete, economista, attivista politico ucraino.
- Eusebius Mandyczewski, (1857-1929), musicologo, compositore, direttore d'orchestra e insegnante ucraino.
- Eugen Ehrlich (1862-1922), giurista, uno dei principali fondatori del moderno campo della sociologia del diritto.
- Josef Geitler von Armingen (1870-1923), fisico austriaco.
- Victor Conrad (1876-1962), fisico, sismologo e meteorologo austro-americano, professore all'Università di Harvard.
- Ion Nistor (1876-1962), storico e politico rumeno.
- Josip Plemelj (1873-1967), matematico sloveno.
- Hans Hahn (1879-1934), matematico austriaco, uno dei fondatori dell'analisi funzionale moderna.
- Nicolae Bălan (1882-1955), religioso rumeno, metropolita della Chiesa ortodossa rumena.
- Joseph Schumpeter (1883-1950), uno degli economisti più influenti del 20º secolo, professore all'Università di Harvard.
- Nikolaj Nikolaevič Bogoljubov (1909-1992), matematico e fisico teorico sovietico.
- Arsenij Jacenjuk (1974), ucraino uomo politico, economista e ucraino primo ministro.

### Dottori onorari
- Heinz Fischer, presidente dell'Austria.
- Ray Hnatyshyn, 24º governatore generale del Canada.
- Leonid Kadenjuk, primo astronauta dell'Ucraina.
- Lina Kostenko, poetessa e scrittrice ucraina.
- Roy Romanow, 12º premier del Saskatchewan.

### Rettori
- Constantin Tomashchuk (1875-1876)
- Richard Pribram (1891-1892)
- Emilian Voiutschi (1892-1893)
- Emilian Voiutschi (1901-1902)
- Eugen Ehrlich (1906-1907)
- Vasile Tarnavschi (1918-1920)
- Ion Nistor (1920-1921)
- Maximilian Hacman (1921-1922)
- Eugen Botezat (1922-1923)
- Valerian Șesan (1923-1925)
- Romulus Cândea (1925-1926)
- George Drăgănescu (1926-1927)
- Nicolae Cotos (1927-1928)
- Valerian Șesan (1928-1930)
- Constantin Isopescu-Grecul (1930-1933)
- Ion Nistor (1933-1940)
- Konstantin Chervinskiy (1968-1987)
- Stepan Vasyliovych Melnychuk (2013-2017)

## Influenza culturale
Nel territorio dell'università è stato girato il film thriller ucraino del 2013 Тіні незабутих предків (traslitterato Tіnі nezabutich predkіv).